# Aszur-nadin-apli
Aszur-nadin-apli (akad. Aššur-nādin-apli; w transliteracji z pisma klinowego zapisywane mdaš-šur-na-din-IBILA i m(d)aš-šur-SUM-IBILA; tłum. „Aszur jest tym, który daje następcę”) – król Asyrii w latach 1206–1203 p.n.e., syn Tukulti-Ninurty I (1243–1207 p.n.e.); według Asyryjskiej listy królów panować miał przez 3 (kopie B i C) lub 4 (kopia A) lata.
W zachowanych kopiach Asyryjskiej listy królów nie ma zgody co do tego, kto był następcą Tukulti-Ninurty I. Według kopii A i B miał nim być Aszur-nadin-apli, natomiast według kopii C Aszur-nasir-apli. Zdaniem uczonych niezgodność ta wynikła najprawdopodobniej z faktu istnienia dwóch synów Tukulti-Ninurty I noszących bardzo podobne imiona: Aszur-nadin-apli i Aszur-nasir-apli (w zapisie klinowym zapis obu imion różni się tylko jednym znakiem). Pierwszy, Aszur-nadin-apli, znany jest z własnych inskrypcji królewskich odkrytych w mieście Aszur. Drugi, Aszur-nasir-apli, znany jest ze swej roli, jaką odegrał w zabójstwie swego ojca:

Po tym jak akadyjscy oficerowie z Karduniasz (tj. Babilonii) zbuntowali się i osadzili Adad-szuma-usura na tronie swego ojca, Aszur-nasir-apli, syn Tukulti-Ninurty I – który zrealizował swe zbrodnicze plany względem Babilonu – i oficerowie asyryjscy zbuntowali się przeciw niemu (tj. Tukulti-Ninurcie I), usunęli go z jego tronu, zamknęli go w jednej z sal w Kar-Tukulti-Ninurta i (tam) go zabili

Ponieważ według skrybów układających Asyryjską listę królów tylko jeden z synów Tukulti-Ninurty I został jego następcą, przyjmuje się, iż był nim Aszur-nadin-apli, jako że tylko jego inskrypcje królewskie są znane. Aszur-nasir-apli najprawdopodobniej nigdy nie przejął tronu asyryjskiego, a jeżeli nawet udało mu się tego dokonać, to w dość krótkim czasie musiał zostać z niego usunięty przez swego brata.
Sam Aszur-nadin-apli znany jest z trzech inskrypcji pochodzących z Aszur. Pierwsza, najdłuższa z nich, zapisana na glinianej tabliczce, zaczyna się od prologu wymieniającego tytulaturę tego króla:

Aszur-nadin-apli, wybraniec boga Enlila, zarządca boga Aszura, potężny król, król wszystkich ludzi, książę, król królów, wierny pasterz, któremu na rozkaz bogów Aszura, Enlila i Szamasza przekazane zostało prawe berło...

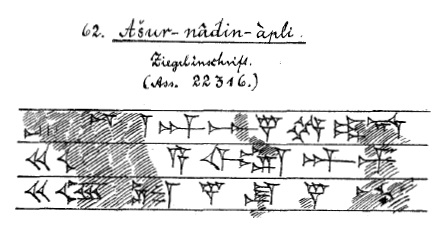
Autografia inskrypcji Aszur-nadin-szumi z jednej z cegieł znalezionych w Aszur. Inskrypcja ta brzmi: „(Własność) pałacu Aszur-nadin-apli, króla wszechświata, syna Tukulti-Ninurty, też króla wszechświata; własność pałacu”

Dalej inskrypcja ta opisuje, jak król ten skierował wody rzeki Tygrys z powrotem do jej starego koryta, pozyskując tym samym nowe tereny pod uprawę wokół Aszur. Na pamiątkę tego osiągnięcia Aszur-nadin-apli rozkazał wznieść na brzegu Tygrysu, przy wejściu do miasta, sanktuarium („Dom mego królewskiego posągu”). Druga, krótka inskrypcja tego władcy, znana jest z dwóch identycznych kopii umieszczonych na cegłach. Wymienia ona jego imię i nazywa go „królem wszechświata”. Z trzeciej inskrypcji, umieszczonej na fragmencie naczynia, zachowała się jedynie część jego imienia.